# I Married an Angel
I Married an Angel is een Amerikaanse muziekfilm uit 1942 onder regie van W.S. Van Dyke.

## Verhaal
Anna werkt al jaren als typiste op de bank van graaf Palaffi, die bekendstaat als de grootste rokkenjager van Boedapest. Ze wordt zonder zijn medeweten uitgenodigd op zijn verjaardagsfeest. Op aanraden van een jaloerse collega verkleedt ze zich als engel. Haar onschuld maakt zoveel indruk op de graaf dat ze hem later in een droom weer als engel verschijnt.

## Rolverdeling
| Acteur                | Personage       |
| --------------------- | --------------- |
| Jeanette MacDonald    | Anna / Brigitta |
| Nelson Eddy           | Graaf Palaffi   |
| Edward Everett Horton | Peter           |
| Binnie Barnes         | Peggy           |
| Reginald Owen         | Whiskers        |
| Douglas Dumbrille     | Baron Szigethy  |
| Mona Maris            | Marika          |
| Janis Carter          | Sufi            |
| Inez Cooper           | Iren            |
| Leonid Kinskey        | Zinski          |
| Anne Jeffreys         | Polly           |
| Marion Rosamond       | Dolly           |

## Filmmuziek
- I Married An Angel
- Spring is Here
- Tira-Lira-La
- I'll Tell the Man in the Street
- Hey Butcher
- May I Present the Girl
- Now You've Met an Angel
- But What of Truth
- A Twinkle in Your Eye